# أرش بويد
أرش بويد (بالإنجليزية: Arch Boyd)‏ هو لاعب اتحاد الرغبي أسترالي، (ولد في سيدني في أستراليا 1872  م).